# یواس‌اس اکوما (وای‌تی‌بی-۷۰۱)
یواس‌اس اکوما (وای‌تی‌بی-۷۰۱) (به انگلیسی: USS Acoma (YTB-701)) یک کشتی بود که طول آن ۱۰۰ فوت (۳۰ متر) بود. این کشتی در سال ۱۹۴۵ ساخته شد.